# Frankton (Indiana)
Frankton és una població dels Estats Units a l'estat d'Indiana. Segons el cens del 2000 tenia 1.905 habitants.

## Demografia
Segons el cens del 2000, Frankton tenia 1.905 habitants, 752 habitatges, i 560 famílies. La densitat de població era de 728,2 habitants/km².
Dels 752 habitatges en un 34,8% hi vivien nens de menys de 18 anys, en un 59% hi vivien parelles casades, en un 10,9% dones solteres, i en un 25,4% no eren unitats familiars. En el 22,2% dels habitatges hi vivien persones soles el 9,2% de les quals corresponia a persones de 65 anys o més que vivien soles. El nombre mitjà de persones vivint en cada habitatge era de 2,53 i el nombre mitjà de persones que vivien en cada família era de 2,94.
Per edats la població es repartia de la següent manera: un 26,6% tenia menys de 18 anys, un 8,9% entre 18 i 24, un 28,6% entre 25 i 44, un 21,9% de 45 a 60 i un 14% 65 anys o més.
L'edat mediana era de 35 anys. Per cada 100 dones de 18 o més anys hi havia 91 homes.
La renda mediana per habitatge era de 39.130$ i la renda mediana per família de 44.474$. Els homes tenien una renda mediana de 35.750$ mentre que les dones 22.179$. La renda per capita de la població era de 17.232$. Entorn del 6,5% de les famílies i el 8,1% de la població estaven per davall del llindar de pobresa.

## Poblacions properes
El següent diagrama mostra les poblacions més properes.